# Eurovision Song Contest: The Story of Fire Saga
Pour les articles homonymes, voir Eurovision.
Pour plus de détails, voir Fiche technique et Distribution.
Eurovision Song Contest: The Story of Fire Saga, ou Concours Eurovision de la chanson : L'Histoire de Fire Saga au Québec, est un film musical américain réalisé par David Dobkin et sorti en 2020 sur le service Netflix.
Inspiré du concours Eurovision de la chanson, le film suit un duo islandais fictif, interprété par Will Ferrell et Rachel McAdams, sélectionné pour représenter leurs pays lors de la compétition musicale. Le film devait à l'origine accompagner la diffusion de la finale de l'édition 2020 du concours avant son annulation à cause de la pandémie de Covid-19.
Lors de sa sortie, il divise les critiques. Néanmoins, il obtient une nomination pour l'Oscar de la meilleure chanson originale lors de 93e cérémonie cérémonie des Oscars pour la chanson Húsavík (My Hometown).

## Synopsis
Depuis qu'ils ont vu la victoire d'ABBA au Concours Eurovision de la chanson en 1974 avec Waterloo, Lars Erickssong et Sigrit Ericksdottir, deux musiciens islandais originaires de Húsavík, rêvent de gagner l'Eurovision.
Un enchaînement d'incidents les conduit à être choisis par défaut pour l'édition 2020 qui a lieu à Édimbourg.

## Fiche technique
Sauf indication contraire, les informations mentionnées dans cette section peuvent être confirmées par la base de données cinématographiques IMDb,  présente dans la section « Liens externes ».
- Titre original : Eurovision Song Contest: The Story of Fire Saga
- Titre québécois : Concours Eurovision de la chanson : L'Histoire de Fire Saga
- Réalisation : David Dobkin
- Scénario : Will Ferrell et Andrew Steele
- Direction artistique : Ketan Waikar et Nigel Evans
- Décors : Paul Inglis
- Costumes : Anna B. Sheppard
- Photographie : Danny Cohen
- Montage : Greg Hayden
- Musique : Atli Örvarsson
- Production : Will Ferrell, Jessica Elbaum (en) et Chris Henchy
  - Producteurs délégués : Nadja Burkhardt, Jan Hermenau, Adam McKay, Jon Ola Sand, Andrew Steele et Daniel M. Stillman
- Sociétés de production : Gary Sanchez Productions, Gloria Sanchez Productions et European Broadcasting Union
- Société de distribution : Netflix
- Pays d'origine :  États-Unis
- Langue originale : anglais
- Format : couleur
- Genre : Film musical et Comédie
- Durée : 123 minutes
- Dates de sortie sur Netflix : 26 juin 2020

## Distribution
- Will Ferrell (VF dialogues : Maurice Decoster, chant : Emmanuel Curtil) : Lars Erickssong
  - Alfie Melia : Lars, jeune
- Rachel McAdams (VF : Noémie Orphelin) : Sigrit Ericksdottír
  - Molly Sandén (VF : Cerise Calixte) : voix chantée de Sigrit
  - Sophia-Grace Donnelly : Sigrit, jeune
- Dan Stevens (VF : Cédric Dumond) : Alexander Lemtov
  - Erik Mjönes : voix chantée d'Alexander
- Mikael Persbrandt (VF : Patrick Laplace) : Victor Karlson
- Pierce Brosnan (VF : Emmanuel Jacomy) : Erick Erickssong
- Ólafur Darri Ólafsson (VF : Augustin Jacob) : Neils Brongus
- Melissanthi Mahut (VF : Sandrine Moaligou) : Mita Xenakis
  - Petra Nielsen (en) : voix chantée de Mita
- Joi Johannsson : Jorn
- Björn Hlynur Haraldsson : Arnar
- Demi Lovato : Katiana Líndsdottír
- Graham Norton (VF : Jean-Claude Donda) : lui-même
- Jamie Demetriou : Kevin Swain
- Jon Kortajarena : Colin Vladvitch
- Elina Alminas : Sasha More
- Alfrun Rose : Anna
- Elín Petersdóttir (en) (VF : Annie Le Youdec) : Helka
- Christopher Jeffers : Johnny John John
- Rebecca Harrod : Brittny
- Josh Zaré : Bill
- Bobby Lockwood : Jeff
- Eleanor Williams : Jenn
- Jóhannes Haukur Jóhannesson : Johans
- Natasia Demetriou (VF : Emilie Duchênoy) : Nina
- Hannes Óli Ágústsson : Olaf Yohansson
- William Lee Adams : lui-même
- Zack Propert : Stephan

Participants de l'Eurovision
Plusieurs artistes ayant participé à l'Eurovision font une apparition dans le film lors d'un numéro musical :
- John Lundvik, représentant de la Suède en 2019 ;
- Anna Odobescu, représentante de la Moldavie en 2019 ;
- Bilal Hassani, représentant de la France en 2019 ;
- Loreen, gagnante du concours 2012 et du concours 2023 pour la Suède ;
- Jessy Matador, représentant de la France en 2010 ;
- Alexander Rybak, gagnant du concours 2009 pour la Norvège et représentant en 2018.
- Jamala, gagnante du concours 2016 pour l'Ukraine ;
- Elina Nechayeva, représentante de l'Estonie en 2018 ;
- Conchita Wurst, gagnante du concours 2014 pour l'Autriche ;
- Netta, gagnante du concours 2018 pour Israël ;

Autres participants :
- Salvador Sobral, gagnant du concours 2017 pour le Portugal apparaît dans le rôle d'un pianiste ;
- Molly Sandén, participante du concours junior 2006 pour la Suède est la voix chantée de Sigrit Ericksdottír (Rachel McAdams) en version originale ;
- Petra Nielsen (en), participante du Melodifestivalen 2004 en Suède est la voix chantée de Mita Xenakis (Melissanthi Mahut) en version originale.

## Production

### Genèse et développement
En 1999, Will Ferrell découvre le concours Eurovision de la chanson grâce à sa femme, Viveca Paulin, qui est suédoise. C'est d'ailleurs cette année que la Suède remporte le concours avec la chanson Take Me to Your Heaven. À la suite de cette découverte, Ferrell commence à s'intéresser fortement à la compétition.
En mai 2018, afin de préparer le film, Ferrell assiste à la finale du concours 2018 à l'Altice Arena de Lisbonne au Portugal, afin de faire des recherches pour le scénario et les personnages du film. Il fait également la rencontre de plusieurs participants. Le mois suivant, Netflix confirme officiellement que l'acteur va jouer, co-écrire et produire un film inspiré du concours à destination du service. En mars 2019, David Dobkin signe pour réaliser le film.

### Attribution des rôles
En mai 2019, Rachel McAdams rejoint la distribution du film. Elle est suivie en août 2019 par Pierce Brosnan, Dan Stevens et Demi Lovato qui signent pour rejoindre la distribution du film.

### Pré-production
En mai 2019, Will Ferrell et Rachel McAdams assistent à une répétition de la finale du concours 2019 à l'Expo Tel Aviv à Tel Aviv en Israël pour se préparer pour le film.
Les deux acteurs devant jouer avec un accent islandais, ils ont été entrainés par des coachs en linguistique et McAdams a également étudié des vidéos de la chanteuse islandaise Björk. Le duo Tabitha et Napoleon D'umo étaient chargés des chorégraphies du film.

### Tournage
En août 2019, le tournage du film débute à Édimbourg et Glasgow en Écosse puis en Islande. Des scènes ont été tournées à The SSE Hydro, à l'aéroport international de Glasgow et à Abbotsinch dans la ville de Paisley en octobre 2019. Le tournage du film en Islande a couté plus de 3,6 million de dollars, avec la participation du gouvernement islandais via des aides.
Le tournage s'est également déroulé en studio au Warner Bros. Studios Leavesden au Royaume-Uni. Il s'agit de la seconde production de Netflix dont le tournage s'est déroulé dans ce studio après Mowgli : La Légende de la jungle.
Bien que dans le film, l'Eurovision se déroule à Édimbourg, l'intérieur de la salle de spectacle est celui de l'Expo Tel Aviv où s'est déroulé le concours 2019. Néanmoins, le film n'a pas été tourné en Israël, la scène du centre a été reproduite en studio au Royaume-Uni par les équipes du film. Les plans du public sont des images d'archives du public présent à Tel Aviv lors du concours 2019. L'extérieur de la salle est celui de The SSE Hydro à Glasgow.

### Musique
La bande-originale du film est sortie au format numérique en juin 2020 puis en août 2020 au format physique, via Arista Records. Elle a été nommée à la 63e cérémonie des Grammy Awards dans la catégorie meilleur album pour un média visuel.
Singles
1. Volcano Man
Sortie : 15 mai 2020

Liste des titres
| 1.    | Double Trouble (Tiësto's Euro 90s Tribute Remix)                                          | Will Ferrell, Molly Sandén et Tiësto                            | 2:28 |
| 2.    | Lion of Love                                                                              | Erik Mjönes                                                     | 2:47 |
| 3.    | Coolin' with Da Homies                                                                    | Savan Kotecha                                                   | 1:26 |
| 4.    | Volcano Man                                                                               | Will Ferrell et Molly Sandén                                    | 1:21 |
| 5.    | Jaja Ding Dong                                                                            | Will Ferrell et Molly Sandén                                    | 1:37 |
| 6.    | In the Mirror                                                                             | Demi Lovato                                                     | 2:48 |
| 7.    | Happy                                                                                     | Will Ferrell et Molly Sandén                                    | 1:26 |
| 8.    | Song-a-Long: Believe / Ray of Light / Waterloo / Ne partez pas sans moi / I Gotta Feeling | la distribution                                                 | 3:18 |
| 9.    | Running with the Wolves                                                                   | Courtney Jenaé et Adam Grahn                                    | 1:10 |
| 10.   | Fool Moon                                                                                 | Anteros                                                         | 3:26 |
| 11.   | Hit My Itch                                                                               | Antonio Sol, David Loucks, Taylor Lindersmith et Nicole Leontih | 2:04 |
| 12.   | Come and Play (Masquerade)                                                                | Petra Nielsen                                                   | 3:08 |
| 13.   | Amar pelos dois                                                                           | Salvador Sobral                                                 | 3:05 |
| 14.   | Húsavík (My Hometown)                                                                     | Will Ferrell et Molly Sandén                                    | 3:22 |
| 15.   | Double Trouble (Film Version)                                                             | Will Ferrell et Molly Sandén                                    | 2:54 |
| 16.   | Eurovision Suite                                                                          | Atli Örvarsson                                                  | 6:19 |
| 42:28 |                                                                                           |                                                                 |      |

## Sortie
À l'origine, le film devait accompagner la diffusion de la finale de l'Eurovision 2020, soit une sortie le 16 mai 2020 sur Netflix. Néanmoins, à la suite de la pandémie de Covid-19, le concours est annulé et le service retire le film de son planning de sortie. Alors qu'un possible report en 2021 pour accompagner la future édition du concours est envisagé, Netflix décide finalement de repousser le film au 26 juin 2020.
Au cours de son premier week-end, c'était le film le plus regardé sur le service, atteignant la première place dans plusieurs pays,.
Pour accompagner le concours 2021, le film a été diffusé à la télévision dans certains pays participant à la compétition. Les chaînes ayant diffusé le film font partie de l'Union européenne de radio-télévision, le producteur du concours.

## Autour du film
Lors du concours 2021, Hannes Óli Ágústsson reprend son rôle d'Olaf Yohansson qu'il tenait dans le film. Il est présent pour annoncer les votes de l'Islande. Avant de dévoiler que le pays donne ses douze points à la Suisse, il fait référence à la chanson Jaja Ding Dong, par laquelle son personnage est obsédé dans le film, et demande que le pays puisse voter pour elle.

## Accueil

### Critiques
Aux États-Unis, le film divise les critiques. Sur le site agrégateur de critiques Rotten Tomatoes, il obtient un score de 63 % de critiques positives, avec une note moyenne de 5,80/10 sur la base de 111 critiques positives et 65 négatives. Le consensus critique établit par le site résume que le film « des éléments inspirés et des moments très drôles, mais impacté par la durée trop longue de cette comédie ».
Sur Metacritic, il obtient un score de 50/100 sur la base de 39 critiques collectées.

## Distinction
Sauf indication contraire, les informations mentionnées dans cette section peuvent être confirmées par la base de données cinématographiques IMDb,  présente dans la section « Liens externes ».

### Récompenses
- Motion Picture Sound Editors Awards 2021 : Meilleur montage son dans un film
- Society of Composers and Lyricists Awards 2021 : Meilleure chanson originale pour Húsavík (My Hometown)

### Nomination
- Oscars 2021 : Meilleure chanson originale pour Húsavík (My Hometown)
- Critics' Choice Movie Awards 2021 : Meilleure chanson originale pour Húsavík (My Hometown)
- Grammy Awards 2021 : Meilleur album pour un média visuel
- Hollywood Music In Media Awards 2021 : Meilleure chanson originale pour Húsavík (My Hometown)
- Prix Hugo 2021 : Meilleure présentation dramatique
- Kids' Choice Awards 2021 : Acteur de film préféré pour Will Ferrell